# 日比野紋左衛門
日比野 紋左衛門（ひびの もんざえもん、生年不明 - 1915年1月15日）は、愛知県出身の実業家。

## 人物
生年不明。出身は海部郡佐屋村大字柚木と推定されている。自身の発明による肥料製造の特許を取得し、日比野安全肥料株式会社を設立。初代社長となった。1906年（明治39年）、三重県四日市に仮工場を設立し、肥料を全国に対して販売を行った。1908年（明治41年）、佐屋村大字柚木に工場を竣工した。